# Crystal Castles (álbum)
Crystal Castles —en español: Castillos de cristal— es el primer álbum de estudio del dúo Crystal Castles. El CD recoge canciones de sencillos en vinilo de 7" lanzados en 2006, demos de 2005, y nuevas canciones grabadas para el álbum. Fue lanzado en CD en Norteamérica el 18 de marzo de 2008 y en el Reino Unido el 28 de abril. También fue lanzado una edición limitada de dobles discos de vinilo de 12" y un nuevo mix y masterizado específicamente para el vinilo.

## Lista de canciones
| N.º | Título                    | Música                                  | Duración |  |
| 1.  | «Untrust Us»              | Ethan Kath, Death from Above 1979       | 3:06     |  |
| 2.  | «Alice Practice»          | Ethan Kath, Alice Glass                 | 2:42     |  |
| 3.  | «Crimewave»               | Ethan Kath, HEALTH                      | 4:18     |  |
| 4.  | «Magic Spells»            | Ethan Kath                              | 6:07     |  |
| 5.  | «Xxzxcuzx Me»             | Ethan Kath, Alice Glass                 | 1:54     |  |
| 6.  | «Air War»                 | Ethan Kath                              | 4:12     |  |
| 7.  | «Courtship Dating»        | Ethan Kath, Alice Glass                 | 3:30     |  |
| 8.  | «Good Time»               | Ethan Kath, Drinking Electricity        | 2:56     |  |
| 9.  | «1991»                    | Ethan Kath                              | 1:53     |  |
| 10. | «Vanished»                | Ethan Kath, Van She                     | 4:02     |  |
| 11. | «Knights»                 | Ethan Kath                              | 3:13     |  |
| 12. | «Love and Caring»         | Ethan Kath, Alice Glass, beat por Covox | 2:18     |  |
| 13. | «Through the Hosiery»     | Ethan Kath, Alice Glass                 | 3:07     |  |
| 14. | «Reckless»                | Ethan Kath                              | 3:28     |  |
| 15. | «Black Panther»           | Ethan Kath, Alice Glass                 | 2:56     |  |
| 16. | «Tell Me What to Swallow» | Ethan Kath, Alice Glass                 | 2:14     |  |

## Personal
- Alice Glass - compositora, vocales
- Ethan Kath - música, sampleo, producción
- Matthew von Wagner - producción vocal para 3 canciones: "Alice Practice", "Love and Caring" y "Xxzxcuzx Me"

## Samples
- "Untrust Us" - samples  de la canción "Dead Womb" de Death From Above 1979.
- "Crimewave" - samples de la canción "Crimewave" de HEALTH
- "Magic Spells" - samples de "The Message" de Grandmaster Flash and the Furious Five, como referencia a la miniserie de ciencia ficción V de 1983.
- "Courtship Dating" - samples de la canción "Courtship" de HEALTH.
- "Good Time" - samples de la canción "Good Times (Dance Mix) de Drinking Electricity.
- "Vanished" - samples de "Sex City" de Van She.
- "Love and Caring" - los golpes enfáticos son samples de "Sunday" by Covox.

## Posicionamiento

### Álbum
| Listas (2008)                | Posición |
| ---------------------------- | -------- |
| Francia                      | 175      |
| UK Albums Chart              | 47       |
| U.S. Dance/Electronic Albums | 6        |
| U.S. Top Heatseekers         | 13       |
| U.S. Independent Albums      | 32       |

### Sencillos
| Sencillo    | Gráfico (2008)      | Máxima posición |
| ----------- | ------------------- | --------------- |
| "Crimewave" | Belgian Dance Chart | 19              |